# 5594 Jimmiller
Az 5594 Jimmiller (ideiglenes jelöléssel 1991 NK1) a Naprendszer kisbolygóövében található aszteroida. Henry Holt fedezte fel 1991. július 12-én.